# Duga Poljana (Sjenica)
Duga Poljana (Servisch cyrillisch Дуга Пољана) is een plaats in de Servische gemeente Sjenica. De plaats telt 594 inwoners (2002).